# Bourgnac
Bourgnac är en kommun i departementet Dordogne i regionen Nouvelle-Aquitaine i sydvästra Frankrike. Kommunen ligger i kantonen Mussidan som tillhör arrondissementet Périgueux. År 2022 hade Bourgnac 352 invånare.

## Befolkningsutveckling
Antalet invånare i kommunen Bourgnac
Referens:INSEE